# Olofström (plaats)
Olofström is de hoofdplaats van de gemeente Olofström in het landschap Blekinge en de provincie Blekinge län in Zweden. De plaats heeft 7382 inwoners (2005) en een oppervlakte van 703 hectare.

## Verkeer en vervoer
Bij de plaats lopen de Riksväg 15, Länsväg 116 en Länsväg 121.

## Geboren
- Magnus Larsson (1970), tennisser

## Galerij

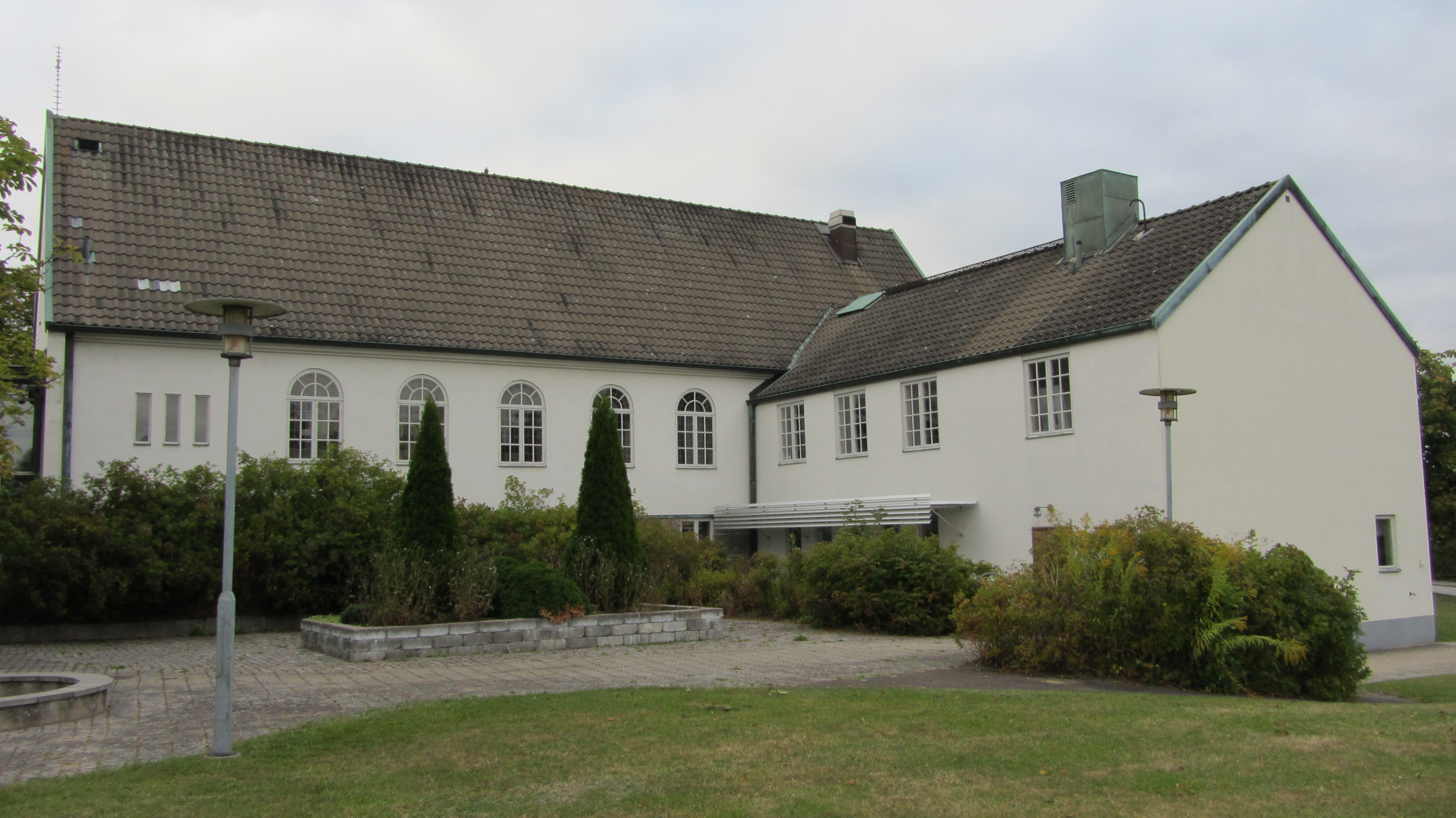
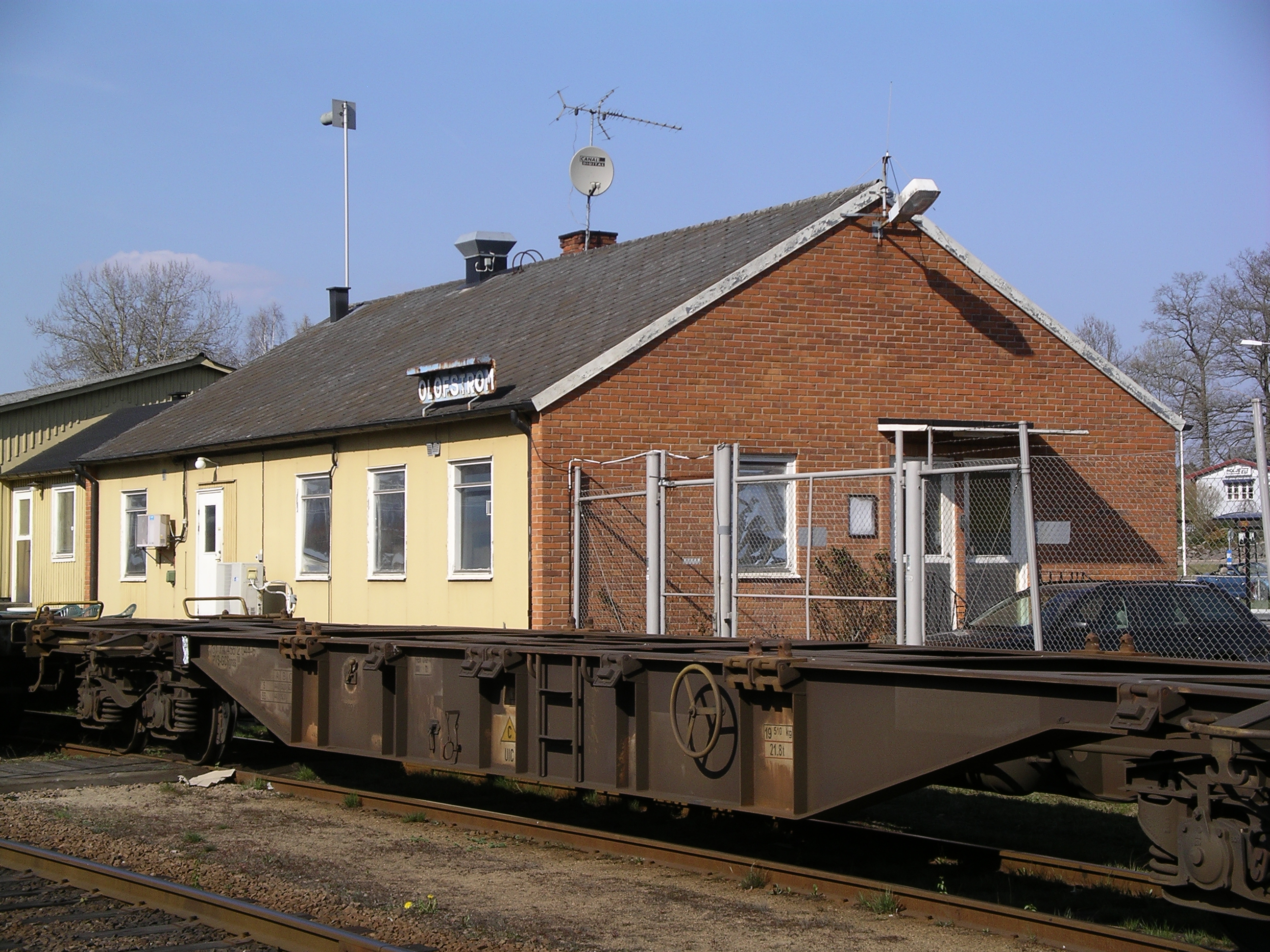
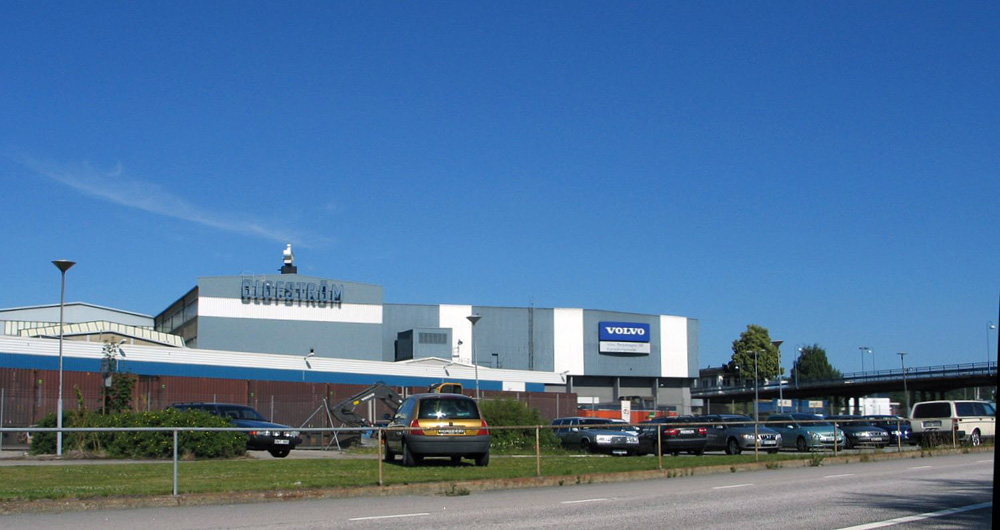
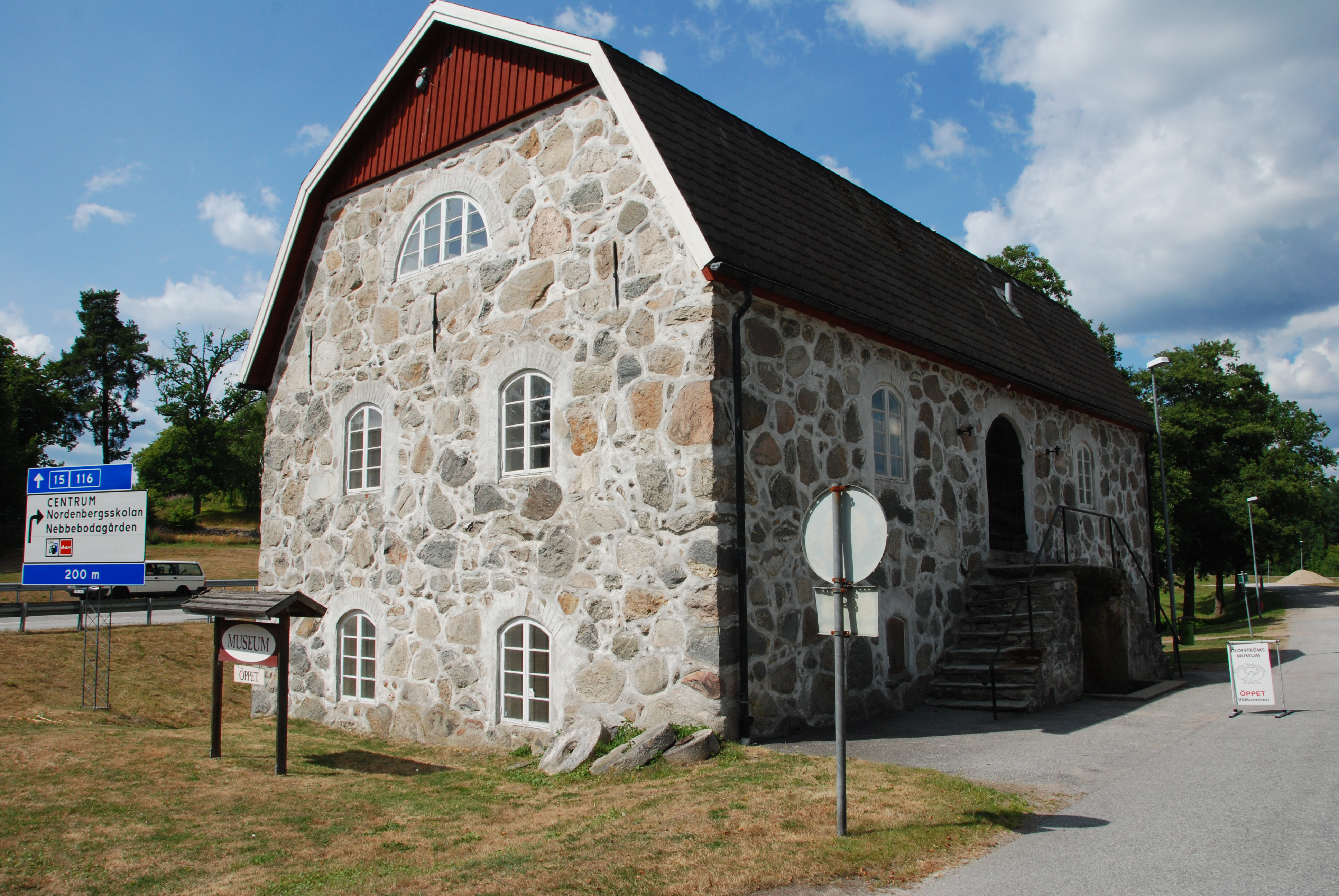

Olofström · Jämshög · Kyrkhult · Vilshult · Gränum · Biskopmåla en deel van Hemmingsmåla · Hemsjö